# Kanton Beine-Nauroy
Kanton Beine-Nauroy (fr. Canton de Beine-Nauroy) byl francouzský kanton v departementu Marne v regionu Champagne-Ardenne. Tvořilo ho 17 obcí. Zrušen byl po reformě kantonů 2014.

## Obce kantonu
- Aubérive
- Beine-Nauroy
- Berru
- Bétheniville
- Cernay-lès-Reims
- Dontrien
- Époye
- Nogent-l'Abbesse
- Pontfaverger-Moronvilliers
- Prosnes
- Prunay
- Saint-Hilaire-le-Petit
- Saint-Martin-l'Heureux
- Saint-Masmes
- Saint-Souplet-sur-Py
- Selles
- Vaudesincourt